# (8222) Gellner
(8222) Gellner (1996 OX) – planetoida z pasa głównego asteroid okrążająca Słońce w ciągu 3,28 lat w średniej odległości 2,21 au. Odkryta 22 lipca 1996 roku.